# Delebio
Delebio (lombardul: Delebi) település Olaszországban, Sondrio megyében. Lakosainak száma 3307 fő (2023. január 1.). Delebio Andalo Valtellino, Colico, Dubino, Piantedo, Premana, Pagnona és Rogolo községekkel határos.

## Népesség
A település népességének változása:
| Lakosok száma | 3261 | 3255 | 3307 |
|               | 2017 | 2018 | 2023 |